# Antología audiovisual
Antología Audiovisual es un álbum recopilatorio de Héroes del Silencio lanzado en 2004 por EMI, que contiene un CD y un DVD. El CD cuenta con canciones de sus respectivos discos de estudio, más versiones editadas y remezcladas que fueron hechas por Phil Manzanera en el año 2000 en los estudios Galley, (Londres). El DVD contiene todos los videoclips de la banda, el vídeo maldito duende (en directo), documental de 30 minutos con entrevistas, imágenes de directo, biografía y galería de fotos. La duración total del DVD es de dos horas aproximadamente.

## Lista de canciones
Todos los temas compuestos por Andreu/Bunbury/Cardiel/Valdivia, excepto donde se indica.

### CD
| N.º | Canción                            | Compositor(es)                              | Duración |
| --- | ---------------------------------- | ------------------------------------------- | -------- |
| 1.  | "Entre dos tierras"                |                                             | 6:11     |
| 2.  | "Mar adentro"                      |                                             | 4:01     |
| 3.  | "Iberia sumergida"                 | Andreu/Bunbury/Cardiel/Valdivia/Boguslavsky | 5:21     |
| 4.  | "Maldito duende"                   |                                             | 4:15     |
| 5.  | "La sirena varada"                 |                                             | 4:17     |
| 6.  | "Apuesta por el rock & roll"       | Mauricio Aznar/Gabriel Sopeña               | 3:51     |
| 7.  | "La herida" (Edit)                 |                                             | 4:39     |
| 8.  | "Flor venenosa" (2000)             |                                             | 4:08     |
| 9.  | "La chispa adecuada" (Bendecida 3) | Andreu/Bunbury/Cardiel/Valdivia/Boguslavsky | 5:27     |
| 10. | "Avalancha"                        | Andreu/Bunbury/Cardiel/Valdivia/Boguslavsky | 5:58     |
| 11. | "Con Nombre de Guerra" (2000)      |                                             | 4:15     |
| 12. | "Nuestros nombres" (Edit)          |                                             | 4:02     |
| 13. | "Flor de loto" (Edit)              |                                             | 4:29     |
| 14. | "Héroe de leyenda" (2000)          |                                             | 4:11     |
| 15. | "La carta"                         |                                             | 3:07     |
| 16. | "El camino del exceso" -Remix-     |                                             | 4:21     |

### DVD
| N.º | Título                                               | Duración |
| --- | ---------------------------------------------------- | -------- |
| 1.  | "Mar adentro" (videoclip)                            | 4:11     |
| 2.  | "Entre dos tierras" (videoclip)                      | 6:14     |
| 3.  | "Maldito duende" (videoclip)                         | 4:21     |
| 4.  | "Con nombre de guerra" (videoclip)                   | 4:27     |
| 5.  | "Nuestros nombres" (videoclip)                       | 6:02     |
| 6.  | "La herida" (videoclip)                              | 7:02     |
| 7.  | "La sirena varada" (videoclip)                       | 4:49     |
| 8.  | "Los placeres de la pobreza" (videoclip)             | 4:28     |
| 9.  | "Flor de loto" (videoclip)                           | 6:20     |
| 10. | "Iberia sumergida" (videoclip)                       | 4:04     |
| 11. | "La chispa adecuada" (videoclip)                     | 4:33     |
| 12. | "Avalancha" (videoclip)                              | 4:05     |
| 13. | "Maldito duende" (videoclip en directo)              | 4:31     |
| 14. | "Documental: Trayectoria de los Héroes del Silencio" |          |
| 15. | "Biografía"                                          |          |
| 16. | "Galería de fotos"                                   |          |